# بوکاجت
بوکاجت (به انگلیسی: Bookajet) یک شرکت هواپیمایی است که در تاریخ ۱۹۹۱ میلادی تأسیس شده است. دفتر مرکزی بوکاجت در فارن‌بورو، همپشر، بریتانیا واقع شده‌است و قطب این شرکت هواپیمایی در فرودگاه فارنبورو، فرودگاه استکهلم-آرلاندا، فرودگاه استکهلم-بروما، فرودگاه گاتنبرگ ستی، فرودگاه پراگ رازیون قرار دارد.